# Jessica Almenäs
Jessica Magdalena Therese Almenäs, född 16 november 1975 i Luleå domkyrkoförsamling, Norrbottens län, är en svensk programledare och reporter.

## TV-karriär
Jessica Almenäs började sin TV-karriär 2002 inom travsändningar och var under flera år en travprofil i TV4 och från 2010 programledare för travprogrammet Vinnare V75 i TV4. Hon var 2006 tillsammans med Anders Kraft programledare i Nyhetsmorgon i TV4 på måndagar och tisdagar. Hon återkom efter det då och då som gästprogramledare i Nyhetsmorgon. Tillsammans med David Hellenius var hon programledare för Lets's Dance från 2008 till 2016. År 2010 och 2012 var hon programledare för Biggest Loser i TV4. Tillsammans med Adam Alsing var Almenäs värd för Fotbollsgalan 2006, 2007, 2008 och 2009. Hon var även en av värdarna på Kristallengalan 2008 och mingelreporter på Kristallengalan 2014. År 2014 var hon också programledare för She's got the look, en modelltävling för kvinnor över 35 år, som sändes i Sjuan. 
Hösten 2016 gick Almenäs över från TV4 till Kanal 5. 2017 blev hon programledare för underhållningsprogrammet Superstars i Kanal 5. Under olympiska vinterspelen 2018 i Sydkorea bevakade Almenäs OS för Kanal 5. Tillsammans med Carina Berg blev hon programledare för Vem kan slå Anja och Foppa med premiär på Kanal 5 under hösten 2018. Hon har också varit med i komediserien Helt perfekt 2020. Almenäs deltog i programmet Masked Singer Sverige år 2024. Hon hade under programmets gång alteregot Discokulan och lurade programmets jury genom att samma säsong vara gästjury i panelen.

## Andra meriter
Almenäs kom tvåa i skönhetstävlingen Fröken Sverige 1998 och representerade Sverige i Miss World-tävlingen samma år. Hon är även före detta basketspelare och har spelat på elitnivå i Brahe Basket.

## Privatliv
Jessica Almenäs växte upp i Jokkmokk. Almenäs har tre barn: en son, född 2005, med TV-profilen Johan Edlund, en son, född 2009, tillsammans med den norske hoppryttaren Tony André Hansen, samt en son, född 2017, med handbollsprofilen Patrik Fahlgren.
Jessica Almenäs är i rakt nedstigande led släkt med Lars Levi Laestadius och kusin med ishockeyspelaren Oskar Sundqvist..